# Cawdor (Écosse)
Cawdor ou Calder (en gaélique écossais : Caladair) est un village et une paroisse de la région du Highland council area en Écosse, au Royaume-Uni. Il faisait partie jusqu'en 1975 du comté historique de Nairn.

## Géographie
Le village est situé à 8 km au sud-ouest de Nairn, et à 20 km d'Inverness.

## Histoire
Les ruines d'un cairn dolménique du Néolithique ont été mises au jour à l'ouest du hameau de Little Urchany, près de Cawdor.
Un camp romain, dont la présence au sud-ouest de Cawdor a été mise en évidence en 1984 par Photographie aérienne, a été fouillé entre 1985 et 1988 ; la datation par le carbone 14 indique qu'il date du Ier siècle : il pourrait avoir été construit lors de le conquête romaine de la Grande-Bretagne par Agricola ; c'est l'un des camps militaires romains découverts le plus au nord de la Grande-Bretagne,.

## Économie
Une distillerie de scotch whisky, Royal Brackla, y a été fondée en 1812 ; elle est la première en 1833 à recevoir l’agrément royal, et la seule, avec Royal Lochnagar, autorisée à utiliser l'adjectif Royal[réf. nécessaire]. Elle appartient au groupe Bacardí depuis 1998.

## Culture et patrimoine
- Cawdor abrite le Château de Cawdor, une maison-tour construite à la fin du XIVe siècle et agrandie au XVIIe siècle, entourée de jardins ; William Shakespeare y situe une partie de sa tragédie Macbeth, le personnage éponyme étant thane de Cawdor.
- L'église paroissiale de Cawdor a été construite en 1619 et agrandie dans les années 1830.

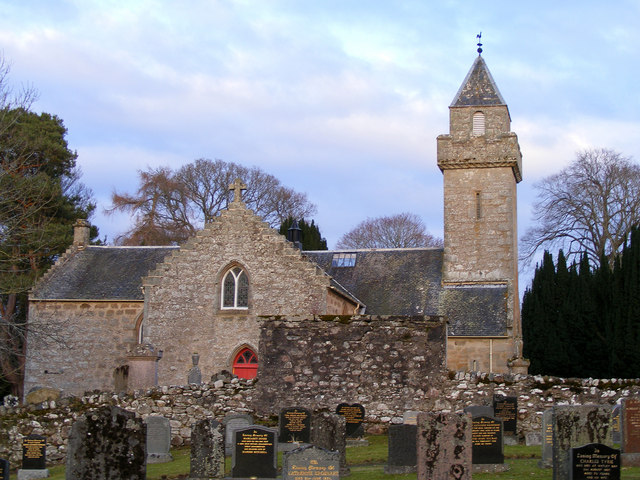
Église paroissiale de Cawdor